# العلاقات النمساوية اليابانية
العلاقات النمساوية اليابانية هي العلاقات الثنائية التي تجمع بين النمسا واليابان.

## مقارنة بين البلدين
هذه مقارنة عامة ومرجعية للدولتين:
| وجه المقارنة                                              | النمسا                                                    | اليابان         |
| --------------------------------------------------------- | --------------------------------------------------------- | --------------- |
| المساحة (كم2)                                             | 83.86 ألف                                                 | 377.97 ألف      |
| عدد السكان (نسمة)                                         | 8.81 مليون                                                | 126.79 مليون    |
| الكثافة السكانية (ن./كم²)                                 | 105.06                                                    | 335.45          |
| العاصمة                                                   | فيينا                                                     | طوكيو           |
| اللغة الرسمية                                             | اللغة الألمانية، لغة الإشارة النمساوية ‏                   | اللغة اليابانية |
| العملة                                                    | يورو، شلن نمساوي، رايخ مارك، شلن نمساوي                   | ين ياباني       |
| الناتج المحلي الإجمالي (بليون دولار)                      | 416.60 مليار                                              | 4.87 تريليون    |
| الناتج المحلي الإجمالي (تعادل القوة الشرائية) بليون دولار | 426.99 مليار                                              | 5.18 تريليون    |
| الناتج المحلي الإجمالي الاسمي للفرد دولار أمريكي          | 43.77 ألف                                                 | 34.52 ألف       |
| الناتج المحلي الإجمالي للفرد دولار أمريكي                 | 47.68 ألف                                                 | 36.62 ألف       |
| مؤشر التنمية البشرية                                      | 0.885                                                     | 0.903           |
| رمز المكالمات الدولي                                      | +43                                                       | +81             |
| رمز الإنترنت                                              | .at                                                       | .jp             |
| المنطقة الزمنية                                           | توقيت وسط أوروبا، ت ع م+01:00، ت ع م+02:00، أوروبا/فيينا ‏ | توقيت اليابان   |

## مدن متوأمة
في ما يلي قائمة باتفاقيات التوأمة بين مدن نمساوية ويابانية:
- ترتبط إنسبروك مع أوماتشي باتفاقية توأمة منذ 10 مايو 1964.[13][14][15][16]
- ترتبط آيزنشتات مع سانوكي باتفاقية توأمة.
- ترتبط سانت بولتن مع كوراشيكي باتفاقية توأمة.
- ترتبط سالزبورغ مع كاواساكي باتفاقية توأمة منذ 1984.[17][18][19][20]
- ترتبط Floridsdorf [الإنجليزية]‏ مع كاتسوشيكا باتفاقية توأمة منذ 1987.
- ترتبط كتسبويل مع توغانه باتفاقية توأمة.

## منظمات دولية مشتركة
يشترك البلدان في عضوية مجموعة من المنظمات الدولية، منها:
| علم المنظمة | اسم المنظمة                               | تاريخ انضمام النمسا | تاريخ انضمام اليابان |
| ----------- | ----------------------------------------- | ------------------- | -------------------- |
|             | منظمة التعاون الاقتصادي والتنمية          | ?                   | ?                    |
|             | منظمة التجارة العالمية                    | ?                   | ?                    |
|             | الاتحاد البريدي العالمي                   | ?                   | ?                    |
|             | الوكالة الدولية للطاقة                    | ?                   | ?                    |
|             | مجموعة الموردين النوويين                  | ?                   | ?                    |
|             | يونسكو                                    | 13 أغسطس 1948       | 2 يوليو 1951         |
|             | الفريق المعني برصد الأرض                  | ?                   | ?                    |
|             | مؤسسة التمويل الدولية                     | 28 سبتمبر 1956      | 20 يوليو 1956        |
|             | المركز الدولي لتسوية المنازعات الاستشارية | 24 يونيو 1971       | 16 سبتمبر 1967       |
|             | بنك التنمية الآسيوي                       | 1966                | 1966                 |
|             | منظمة حظر الأسلحة الكيميائية              | ?                   | ?                    |
|             | مؤسسة التنمية الدولية                     | 28 يونيو 1961       | 27 ديسمبر 1960       |
|             | مجموعة أستراليا                           | 1989                | 1985                 |
|             | نظام تحكم تكنولوجيا القذائف               | 1991                | 1987                 |
|             | وكالة ضمان الاستثمار متعدد الأطراف        | 16 ديسمبر 1997      | 12 أبريل 1988        |
|             | الاتحاد الدولي للاتصالات                  | 1866                | 29 يناير 1879        |
|             | منظمة الشرطة الجنائية الدولية             | ?                   | ?                    |
|             | الأمم المتحدة                             | 14 ديسمبر 1955      | 18 ديسمبر 1956       |
|             | البنك الدولي للإنشاء والتعمير             | 27 أغسطس 1948       | 13 أغسطس 1952        |
|             | البنك الإفريقي للتنمية                    | ?                   | ?                    |

## أعلام
هذه قائمة لبعض الشخصيات التي تربطها علاقات بالبلدين:
- تومي شيمومورا (لاعب كرة قدم ياباني، 18 ديسمبر 1980[29] – )
- رينا تيرندل (23 يناير 1992 – )

## وصلات خارجية
- موقع وزارة الخارجية النمساوية
- موقع وزارة الخارجية اليابانية